# Myotis chiloensis
Myotis chiloensis är en fladdermusart som först beskrevs av Waterhouse 1840.  Myotis chiloensis ingår i släktet Myotis och familjen läderlappar. Inga underarter finns listade i Catalogue of Life.

## Utseende
Beroende på källa anges den genomsnittliga absoluta längden (med svans) som 71,6 respektive 90,0 mm, svanslängden som 28,7 respektive 37,4 mm och vikten som 6,4 respektive 7,5 g. Arten har ungefär 38 mm långa underarmar, 9,5 till 14,5 mm stora öron och 7 till 8 mm långa bakfötter.
Pälsfärgen på ovansidan varierar mellan brun och ljusbrun med de ljusare individerna i utbredningsområdets norra del. Pälsen bildas av cirka 4 mm långa hår som är mörka vid roten och ljus vid spetsen. Undersidan är täckt av ännu ljusare brun päls. På svansflyghudens framsida förekommer några hår. Svansflyghudens kanter bildar ett V och svansen är helt inbäddad.
Myotis chiloensis är fladdermusen med det största antalet tänder. Tandformeln är I 3/2 C 1/1 P 3/3 M 3/3, alltså 38 tänder. Det finns en klaff (diastema) mellan hörntänderna och de första premolarerna.

## Utbredning
Denna fladdermus förekommer i Chile och i angränsande områden av Argentina. Arten vistas i skogar, i klippiga områden och i landskap nära kusten. Den lever i låglandet och i låga bergstrakter upp till 1500 meter över havet.

## Ekologi
Artens läte som används för ekolokaliseringen börjar med frekvensen 89 kHz och avslutar med 39 kHz.
Individerna vilar i trädens håligheter, i bergssprickor, i grottor, i byggnader och i gamla gruvor som inte längre används. Håligheter där arten vilar längre tider under vintern delas med andra fladdermöss som Tadarida brasiliensis eller medlemmar av släktet Histiotus. 
Myotis chiloensis jagar främst insekter. Allmänt sker jakten från skymningen och tre timmar framåt. Parningen sker så att den enda ungen föds under tidiga sommaren.

## Status
Denna fladdermus är inte sällsynt i utbredningsområdet. Det är inga hot för beståndet kända. Myotis chiloensis hittas i flera skyddsområden. IUCN kategoriserar arten globalt som livskraftig.